# Matthew Rankin
Matthew Rankin (Winnipeg, 5 de agosto de 1980) é um cineasta experimental canadense.